# Micaria pallipes
Micaria pallipes är en spindelart som först beskrevs av Lucas 1846.  Micaria pallipes ingår i släktet Micaria och familjen plattbuksspindlar.
Artens utbredningsområde är Algeriet. Inga underarter finns listade i Catalogue of Life.